# Opius matheranus
Opius matheranus är en stekelart som beskrevs av Fischer 1966. Opius matheranus ingår i släktet Opius och familjen bracksteklar. Inga underarter finns listade i Catalogue of Life.